# جون واشنطن باتلر
جون واشنطن باتلر (بالإنجليزية: John Washington Butler)‏ هو سياسي أمريكي، ولد في 17 ديسمبر 1875، وتوفي في 24 سبتمبر 1952. انتخب عضو مجلس نواب تينيسي.